# Astrophytum caput-medusae

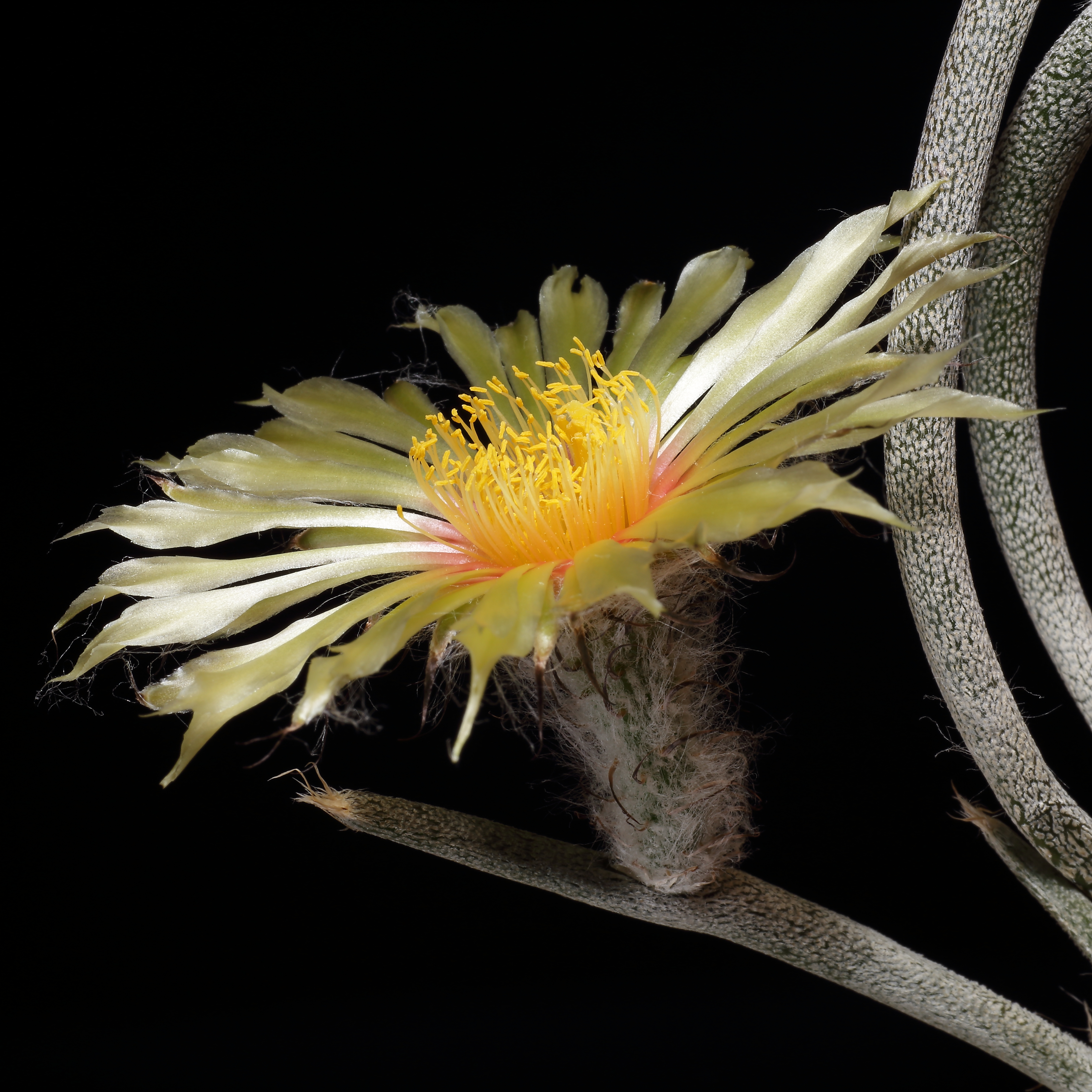
Blüten

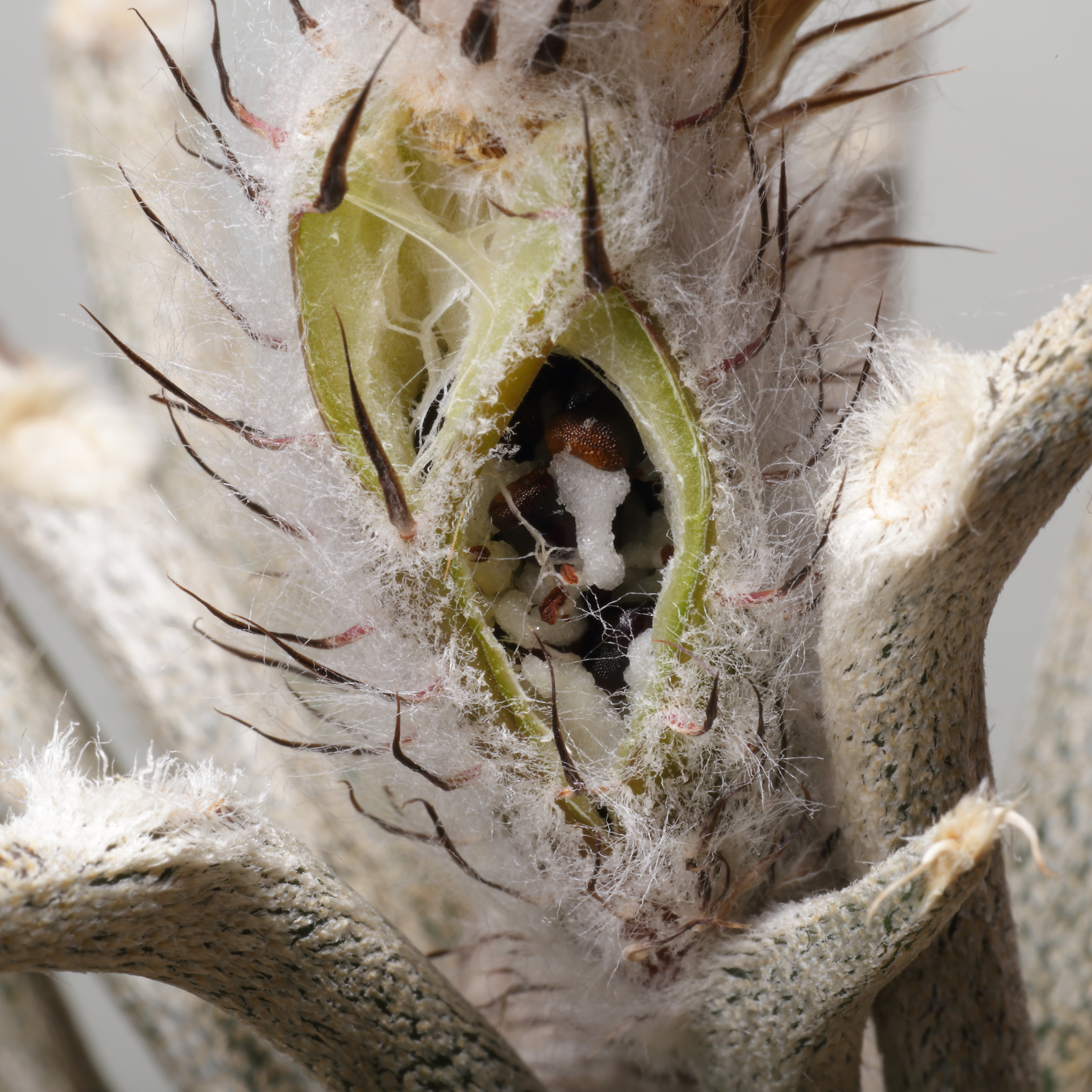
Frucht

Astrophytum caput-medusae ist eine Art aus der Gattung Astrophytum in der Familie der Kakteengewächse (Cactaceae). Das Artepitheton caput-medusae stammt aus dem Lateinischen und bedeutet ‚Medusenhaupt‘.

## Beschreibung
Astrophytum caput-medusae wächst einzeln oder selten mit mehreren Trieben und hat eine spindelförmig verdickte, bis etwa 15 Zentimeter lange, fleischige Pfahlwurzel. Ihr stark zurückgebildeter Trieb ist in den Axillen mit papierartigen Borsten besetzt. Die 3 bis 8 (selten 1 bis 17) zylindrischen, im Jugendstadium schwach 3-kantigen, Warzen sind bis zu 19 Zentimeter lang und 2 bis 5 Millimeter im Durchmesser. Sie sind von lederig-knorpelförmiger, leicht runzeliger Beschaffenheit und mit weißlichen Punkten besetzt. Die Areolen sind zweiteilig. Die Dornen tragenden, weiß bewollten Areolen sitzen endständig an der Spitze der Warzen und tragen 0 bis 4 etwas aufrechte, helle bis dunkle Dornen von bis zu 3 Millimeter Länge. Die Blüten tragenden Areolen sind größer und befinden sich zwischen 1,8 und 4,6 Zentimeter von der Warzenspitze entfernt auf der Oberseite der Warzen.
Die einzelnen, trichterförmigen Blüten erscheinen an jüngeren, nicht vollständig ausgewachsenen Warzen. Sie sind leuchtend gelb mit orangeroter Basis, werden bis zu 4,7 Zentimeter lang und erreichen einen Durchmesser von bis zu 5,3 Zentimetern. Ihr Perikarpell und die schlanke Blütenröhre sind mit Schuppen und weißer Wolle bedeckt.
Die eiförmigen Früchte sind bei Durchmessern von 0,8 Zentimetern bis 2 Zentimeter lang. Junge Früchte sind grün und fleischig. Sie sind mit papierartigen Schuppen und weißer Wolle bedeckt. Ein Blütenrest ist nicht vorhanden. Bei Reife vertrocknen die Früchte und reißen unregelmäßig auf. Die Früchte enthalten schwarze, glänzende, hutförmige Samen von bis zu 3 Millimeter Länge und Breite.

## Verbreitung, Systematik und Gefährdung
Astrophytum caput-medusae ist im mexikanischen Bundesstaat Nuevo León verbreitet.
Die Erstbeschreibung als Digitostigma caput-medusae und der monotypischen Gattung Digitostigma wurde 2002 von Carlos Gerardo Velazco und Manuel Nevárez veröffentlicht. Die Beschreibung war jedoch nach Artikel 37.5 des ICBN ungültig. Die Klärung der systematischen Stellung der Art erwies sich als schwierig, da sie Merkmale der Gattungen Ariocarpus, Leuchtenbergia und Astrophytum vereinigt. David Richard Hunt stellte die Art als Astrophytum caput-medusae in die neu geschaffene Untergattung Stigmatodactylus der Gattung Astrophytum.
In der Roten Liste gefährdeter Arten der IUCN wird die Art als „Critically Endangered (CR)“, d. h. als vom Aussterben bedroht geführt.

## Nachweise